# Воронин, Мариан
Мариан Ежи Воронин (пол. Marian Jerzy Woronin; род. 13 августа 1956, Гродзиск-Мазовецкий, Мазовецкое воеводство) — польский спринтер; первый светлокожий спринтер, пробежавший 100 м за 10 секунд.
Вице-чемпион летних Олимпийских игр 1980 года. Чемпион Европы (1978), призёр чемпионата Европы (1981). Рекордсмен Европы — 9 июня 1984 года пробежал 100 метров за 10,00 секунд, что стало самым быстрым результатом для светлокожего спортсмена. В настоящее время лучшим результатом для атлета неафриканского происхождения владеет австралиец Патрик Джонсон, который в 2003 году пробежал 100 м за 9,93 сек. За 10,00 сек бегал в 1998 году 100 м и японец Кодзи Ито. До 9 июля 2010 года Воронин оставался самым быстрым белым европейцем в истории на дистанции 100 м, пока француз Кристоф Леметр не пробежал стометровку за 9,98 сек.
15-кратный чемпион Польши. Действующий рекордсмен Польши на 3 дистанциях: 50 и 60 м в закрытых помещениях (с 1981 и 1987 годов соответственно) и на дистанции 100 м (с 1984 года).